# Ken Domon
Pour les articles homonymes, voir Domon.
Ken Domon (土門 拳, Domon Ken), né à Sakata le 25 octobre 1909 et mort à Yamagata le 15 septembre 1990, est un des plus célèbres photographes japonais du XXe siècle.

## Biographie
Jeune homme, Ken Domon est particulièrement influencé par les écrits philosophiques de Tetsurō Watsuji. Il étudie le droit à l'université Nihon de Tokyo dont il est exclu en 1932 à cause de son activité politique au sein de la contestation paysanne. Il passe de la peinture à la photo de portrait et en 1933 devient assistant-photographe du studio photographique de Kotaro Miyauchi. En 1935, il intègre l'agence Nippon-Kobo pour travailler sur son magazine Nippon. Ses opinions politiques lui valent d’être placé sous surveillance policière sous prétexte d’être un danger « pour la paix et l'ordre ». Quatre ans plus tard il se rapproche de la Kokusai Bunka Shinkōkai, organisation nationale de propagande, comme Ihei Kimura et de nombreux autres photographes japonais notables afin de participer à l'effort de guerre.
À partir de 1950, ses idées humanistes le conduisent à photographier les « symptômes » de la réalité sociale. À travers plusieurs reportages, notamment sur la vie des enfants de mineurs au chômage, il souhaite que la société exprime « la colère, le plaisir ou la tristesse des hommes de ce temps ». En 1958, le réalisme de Domon se concrétise dans Hiroshima, ouvrage dans lequel il photographie les survivants de la bombe atomique. Parallèlement, il photographie l'art traditionnel japonais, architecture, sculpture.
À la fin de la Seconde Guerre mondiale, Domon travaille en indépendant et documente les lendemains de la guerre en se concentrant sur la société et la vie des gens ordinaires. Il s'affirme comme un partisan du réalisme de la photographie qu'il décrit comme « un instantané absolu qui n'est absolument pas dramatique ». Il est un contributeur prolifique de magazines photographiques, relancés ou nouvellement créés au début des années 1950. Avec Kimura, Hiroshi Hamaya et d'autres, il rejette la pose et autres artifices photographiques ; dans ses polémiques dans les magazines photographiques, Domon est le représentant le plus vigoureux de ce point de vue dont il définit de manière fameuse le but comme « le lien direct entre la caméra et le motif ».
Parmi les images les plus puissantes de Domon figurent celles prises durant la première décennie après la guerre, en particulier celles des survivants du bombardement atomique d'Hiroshima, la vie et en particulier les enfants dans une pauvre communauté de mines de charbon à Chikuho, et les jeux improvisés des enfants dans l'arrondissement de Kōtō à Tokyo.
En 1958, Domon reçoit le prix Mainichi de photographie et celui du photographe de l'année de l'Association des critiques du Japon. Il reçoit le prix des arts décerné par le ministère de l’Éducation en 1959 et le prix du Congrès des journalistes du Japon en 1960. Domon souffre accidents vasculaires cérébraux en 1960 et 1968 qui finalement l'empêchent de tenir une caméra et le laissent confiné dans un fauteuil roulant. Cela ne l'empêche pas de photographier et de documenter la culture traditionnelle du Japon. Il voyage intensément à travers le pays et photographie ses temples bouddhistes dans ce qui va devenir une série imposante de livres luxueusement produits.
En 1963, il commence à travailler sur l'œuvre majeure de sa vie, Koji junrei (1963–1975). En ce qui concerne ses photographies de la culture traditionnelle du Japon, Domon écrit: « Je suis impliqué dans les réalités sociales d'aujourd'hui en même temps que je suis impliqué dans les traditions et la culture classique de Nara et Kyoto, et ces deux implications sont liées par leur commune recherche du point où elles sont liées au sort du peuple, à la colère, la tristesse et à la joie du peuple japonais ».
La méthode de Domon pour photographier ces temples consiste à rester sur un emplacement pendant un certain temps avant de prendre la première photo. Il commence alors à photographier non pas à partir d'une approche systématique, scientifique du sujet mais sur la base de la façon dont ses sentiments envers les sujets l'ont amené à les enregistrer. Domon préface ainsi le premier volume de Koji Junrei : « Ceci est donc conçu comme un livre bien-aimé, un livre qui permet à l'individu japonais de réaffirmer la culture et les gens qui l'ont formée ».
En 1976, Domon est complètement frappé d'incapacité par une troisième crise cardiaque.
Il meurt à Tokyo le 15 septembre 1990.

## Postérité
En 1981, Mainichi Newspapers fonde le prix Ken-Domon à l'occasion de la célébration du 110e anniversaire du Mainichi Shinbun et, en 1983, est inauguré le musée photographique Ken-Domon à Sakata, sa ville natale.

## Albums de Domon
- Nihon no chōkoku (日本の彫刻). Tokyo : Bijutsushuppansha, 1952
  - 2. Asuka jidai (飛鳥時代)
  - 5. Heian jidai (平安時代)
- Fūbō (風貌). Tokyo : Ars, 1953
- Murōji (室生寺). Tokyo : Bijutsushuppansha, 1955
- The Muro-ji, an eighth century Japanese temple: Its art and history. Tokyo : Bijutsu Shuppansha, c. 1954. Texte de Roy Andrew Miller
- With 渡辺勉. Gendai geijutsu kōza (現代芸術講座 写真). 1956
- Murōji (室生寺). Tokyo : Bijutsushuppansha, 1957
- Domon Ken sakuhinshū (土門拳作品集). Gendai Nihon shashin zenshū 2. 創元社, 1958
- Hiroshima (ヒロシマ) / Hiroshima. 研光社, 1958
- Chūsonji (中尊寺). Nihon no Tera 4. Tokyo : Bijutsushuppansha, 1959
- Saihōji, Ryūanji (西芳寺・竜安寺). Nihon no tera 10. Tokyo : Bijutsushuppansha, 1959
- Chikuhō no kodomotachi: Ken Domon shashinshū (筑豊のこどもたち：土門拳写真集). Patoria Shoten, 1960. 築地書館, 1977
- Chikuhō no kodomotachi: Ken Domon shashinshū. Zoku: Rumie-chan ha otōsan ga shinda (筑豊のこどもたち：土門拳写真集 続　るみえちゃんはお父さんが死んだ). Patoria Shoten, 1960
- Hōryūji (法隆寺). Nihon no Tera 6. Tokyo : Bijutsushuppansha, 1961
- Murōji (室生寺). Nihon no Tera 13. Tokyo : Bijutsushuppansha, 1961
- Kyōto (京都). Nihon no Tera. Tokyo : Bijutsushuppansha, 1961
- Nara (奈良). Nihon no Tera. Tokyo : Bijutsushuppansha, 1961
- (en) Masterpieces of Japanese sculpture Tokyo : Bijutsuhuppansha; Rutland, Vt.: Tuttle, 1961. Texte de J. E. Kidder
- Kasuga (春日). Nihon no Yashiro 4. Tokyo : Bijutsushuppansha, 1962
- Koji junrei (古寺巡礼). 5 vols. Tokyo : Bijutsushuppansha, 1963-75. Édition internationale (texte anglais ajouté au texte en japonais) : A Pilgrimage to Ancient Temples. Tokyo : Bijutsushuppansha, 1980
- Tōji: Daishinomitera (東寺: 大師のみてら). Tokyo : Bijutsushuppansha, 1965
- Shigaraki Ōtsubo (信楽大壷). Tokyo : Chūnichi Shinbun Shuppankyoku, 1965
- Sōfū; his boundless world of flowers and form. Tokyo : Kodansha International, 1966. Texte de Teshigahara Sōfu
- Nihonjin no genzō (日本人の原像). Tokyo : Heibonsha, 1966
- Yakushiji (薬師寺). Tokyo : Mainichi Shinbunsha, 1971
- Bunraku (文楽). Kyoto: Shinshindō, 1972
- Tōdaiji (東大寺). Tokyo : Heibonsha, 1973
- (ja) Nihon meishōden (日本名匠伝). Kyoto : Shinshindō, 1974 Portraits de célébrités, la plupart en couleur.
- Koyō henreki (古窯遍歴). Tokyo : Yarai Shoin, 1974
- Shinu koto to ikiru koto (死ぬことと生きること). 築地書館, 1974
- (ja) Watakushi no bigaku (私の美学, My aesthetics). Kyoto : Shinshindō, 1975 Domon photographie des arts et architecture japonais (en noir et blanc et couleur) et écrit des commentaires.
- Nihon no bi (日本の美). Nishinomiya : Itō Hamu Eiyō Shokuhin, 1978
- Shashin hihyō (写真批評). Daviddosha, 1978
- Nyoninkōya Murōji (女人高野室生寺). Tokyo : Bijutsushuppansha, 1978
- (ja) Fūkei (風景). Tokyo : Yarai Shoin, 1976. Popular edition, Tokyo : Yarai Shoin, 1978
- Gendai chōkoku: Chōkoku no Mori Bijutsukan korekushon (現代彫刻: 彫刻の森美術館コレクション) / Sculptures modernes : Collection de The  Hakone Open-air Museum. Tokyo : Sankei Shinbunsha, 1979 Avec quelques texte en français et en japonais.
- Shashin zuihitsu (写真随筆). Tokyo : Daviddosha, 1979
- Domon Ken Nihon no Chōkoku(土門拳日本の彫刻). Tokyo : Bijutsushuppansha
  - 1. Asuka, Nara (飛鳥・奈良). 1979
  - 2. Heian zenki (平安前期). 1980
  - 3. Heian kōki, Kamakura (平安後期・鎌倉). 1980
- Domon Ken: Sono shūi no shōgen (土門拳：その周囲の証言). Tokyo : Asahi Sonorama, 1980
- Nihon no bien (日本の美艶). Gendai Nihon Shashin Zenshū 7. Tokyo : Shūeisha, 1980
- Domon Ken Nihon no kotōji: Tanba, Imari, Karatsu, Eshino, Oribe, Tokoname, Atsumi, Shigaraki, Kutani, Bizen (土門拳日本の古陶磁：丹波・伊万里・唐津・絵志野・織部・常滑・渥美・信楽・九谷・備前). Tokyo : Bijutsushuppansha, 1981
- (ja) Domon Ken (土門拳). Shōwa Shashin Zenshigoto 5. Tokyo : Asahi Shuppansha, 1982 Vue d'ensemble des travaux de Domon.
- Domon Ken zenshū (土門拳全集). Tokyo : Shōgakukan
  - 1. Koji junrei 1 Yamato-hen jō (古寺巡礼 1 大和篇 上). 1983  (ISBN 4-09-559001-7)
  - 2. Koji junrei 2 Yamato-hen ge (古寺巡礼 2 大和篇 下). 1984  (ISBN 4-09-559002-5)
  - 3. Koji junrei 3 Kyōto-hen (京都篇)  (ISBN 4-09-559003-3)
  - 4. Koji junrei 4 Zenkoku-hen (古寺巡礼 4 全国篇). 1984  (ISBN 4-09-559004-1)
  - 5. Nyonin Kōya Muroji (女人高野室生寺). 1984  (ISBN 4-09-559005-X)
  - 6. Bunraku (文楽). 1985  (ISBN 4-09-559006-8)
  - 7. Dentō no katachi (伝統のかたち). 1984  (ISBN 4-09-559007-6)
  - 8. Nihon no fūkei (日本の風景). 1984  (ISBN 4-09-559008-4)
  - 9. Fūbō (風貌). 1984  (ISBN 4-09-559009-2)
  - 10. Hiroshima (ヒロシマ). 1985  (ISBN 4-09-559010-6)
  - 11. Chikuhō no kodomotachi (筑豊のこどもたち). 1985  (ISBN 4-09-559011-4)
  - 12. Kessakusen jō (傑作選 上). 1985  (ISBN 4-09-559012-2)
  - 13. Kessakusen ge (傑作選 下). 1985  (ISBN 4-09-559013-0)
- Domon Ken no koji junrei (土門拳の古寺巡礼). Tokyo : Shōgakukan, 1989-90
  - 1. Yamato 1 (大和1). 1989  (ISBN 4-09-559101-3)
  - 2. Yamato 2 (大和2). 1990  (ISBN 4-09-559102-1)
  - 3. Kyōto 1. (京都1). 1989  (ISBN 4-09-559103-X)
  - 4. Kyōto 2. (京都2). 1990  (ISBN 4-09-559104-8)
  - 5. Murōji (室生寺). 1990  (ISBN 4-09-559105-6)
  - Bessatsu 1. Higashi Nihon (東日本). 1990  (ISBN 4-09-559106-4)
  - Bessatsu 2. Nishi Nihon (西日本). 1990  (ISBN 4-09-559107-2)
- Domon Ken Nihon no butsuzō (土門拳日本の仏像). Tokyo : Shōgakukan, 1992  (ISBN 4-09-699421-9)
- Murōji (室生寺). Nihon Meikenchiku Shashinsenshū 1. Tokyo : Shinchōsha, 1992  (ISBN 4-10-602620-1)
- Domon Ken no Shōwa (土門拳の昭和). Tokyo : Shōgakukan, 1995
  - 1. Fūbō (風貌)  (ISBN 4-09-559201-X)
  - 2. Kodomotachi (こどもたち)  (ISBN 4-09-559202-8)
  - 3. Nihon no fūkei (日本の風景)  (ISBN 4-09-559203-6)
  - 4. Dokyumento Nihon	1935-1967 (ドキュメント日本 1935-1967)  (ISBN 4-09-559204-4)
  - 5. Nihon no butsuzō (日本の仏像)  (ISBN 4-09-559205-2)
- Koji junrei (古寺巡礼). Tokyo : Mainichi Shinbunsha, c. 1995
- Domon Ken Koji Junrei (土門拳古寺巡礼). Tokyo : Bijutsu Shuppansha, 1996  (ISBN 4-568-12056-X)
- Shashin to jinsei: Domon Ken esseishū (写真と人生：土門拳エッセイ集). Dōjidai Raiburarī. Tokyo : Iwanami, 1997
- (ja) Domon Ken (土門拳). Nihon no Shashinka. Tokyo : Iwanami, 1998  (ISBN 4-00-008356-2)
- Koji junrei (古寺巡礼). Tokyo : Shōgakukan, 1998  (ISBN 4-09-681151-3)
- 風貌 愛蔵版 Tokyo : Shōgakukan, 1999  (ISBN 4-09-681152-1)
- Domon Ken kottō no bigaku (土門拳骨董の美学). Korona Bukkusu 69. Tokyo : Heibonsha, 1999  (ISBN 4-582-63366-8)
- Domon Ken no tsutaetakatta Nihon (土門拳の伝えたかった日本) Tokyo : Mainichi Shuppansha, 2000  (ISBN 4-620-60559-X)
- Domon Ken Nihon no chōkoku (土門拳日本の彫刻 Tokyo : Mainichi Shinbunsha, c. 2000 Catalogue d'exposition.
- Kengan (拳眼). Tokyo : Sekai Bunkasha, 2001  (ISBN 4-418-01521-3)
- Kenshin (拳心). Tokyo : Sekai Bunkasha, 2001  (ISBN 4-418-01522-1)
- Kenkon (拳魂). Tokyo : Sekai Bunkasha, 2002  (ISBN 4-418-02509-X)
- 逆白波のひと・土門拳の生涯 / 佐高信∥ Āto Serekushon. Tokyo : Shōgakukan, 2003
- Domon Ken tsuyoku utsukushii mono: Nihon bitanbō (土門拳強く美しいもの：日本美探訪) Shōgakukan Bunko. Tokyo : Shōgakukan, 2003  (ISBN 4-09-411426-2)

## Albums comportant des œuvres de Domon
(Par ordre alphabétique)
- Association to Establish the Japan Peace Museum, ed. Ginza to sensō (銀座と戦争) / Ginza and the War. Tokyo : Atelier for Peace, 1986  (ISBN 4-938365-04-9) Domon est un parmi dix photographes — les autres sont Shigeo Hayashi, Tadahiko Hayashi, Kōyō Ishikawa, Kōyō Kageyama, Shunkichi Kikuchi, Ihei Kimura, Kōji Morooka, Minoru Ōki et Maki Sekiguchi — qui fournissent 340 photos pour cette grande et bien illustrée histoire de la photographie de Ginza 1937-1947[10].
- (Joint work) Bunshi no shōzō hyakujūnin (文士の肖像一一〇人, Portraits de dix figures littéraires). Tokyo : Asahi Shinbunsha, 1990  (ISBN 4-02-258466-1) Domon est un parmi cinq photographes — les autres sont Shōtarō Akiyama, Hiroshi Hamaya, Ihei Kimura et Tadahiko Hayashi.
- Kaku: Hangenki (核：半減期) / The Half Life of Awareness: Photographs of Hiroshima and Nagasaki. Tokyo : Musée métropolitain de photographie de Tokyo, 1995  Catalogue d'exposition[10]. 12 pages de photographies prises par Domon en 1957 et 1967, de Hiroshima, en particulier de traitement médical ; les autres photos sont de Toshio Fukada, Kikujirō Fukushima, Shigeo Hayashi, Kenji Ishiguro, Shunkichi Kikuchi, Mitsugi Kishida, Eiichi Matsumoto, Yoshito Matsushige, Shōmei Tōmatsu, Hiromi Tsuchida et Yōsuke Yamahata[10].
- (ja) Mishima Yasushi (三島靖). Kimura Ihee to Domon Ken: Shashin to sono shōgai (木村伊兵衛と土門拳：写真とその生涯, Ihei Kimura and Ken Domon: Photography and biography). Tokyo : Heibonsha, 1995  (ISBN 4-582-23107-1). Réimpression. Heibonsha Library. Tokyo : Heibonsha, 2004  (ISBN 4-582-76488-6)
- Dokyumentarī no jidai: Natori Yōnosuke, Kimura Ihee, Domon Ken, Miki Jun no shashin kara (ドキュメンタリーの時代：名取洋之助・木村伊兵衛・土門 拳・三木淳の写真から) / The Documentary Age: Photographies de Natori Younosuke, Kimura Ihei, Domon Ken et Miki Jun, musée métropolitain de photographie de Tokyo, 2001 Catalogue d'exposition[11].
- Hiraki, Osamu, and Keiichi Takeuchi. Japan, a Self-Portrait: Photographs 1945-1964. Paris : Flammarion, 2004  (ISBN 2-08-030463-1) Domon fait partie des onze photographes dont les travaux figurent dans ce grand livre  ; les autres sont Hiroshi Hamaya, Tadahiko Hayashi, Eikō Hosoe, Yasuhiro Ishimoto, Kikuji Kawada, Ihei Kimura, Shigeichi Nagano, Ikkō Narahara, Takeyoshi Tanuma et Shōmei Tōmatsu.
- Kindai shashin no umi no oya: Kimura Ihee to Domon Ken (近代写真の生みの親：木村伊兵衛と土門拳) / Kimura Ihei and Domon Ken. Tokyo : Asahi Shinbunsha and Mainichi Shinbunsha, 2004 Catalogue d'exposition.
- (ja) Sengo shashin / Saisei to tenkai (戦後写真・再生と展開) / Twelve Photographers in Japan, 1945-55. Yamaguchi : Yamaguchi Prefectural Museum of Art, 1990[12]  Catalogue d'une exposition organisée au musée d'art de la préfecture de Yamaguchi. Vingt des photographies de Domon d'enfants à Tokyo paraissent pp. 18-28.
- John Szarkowski et Shōji Yamagishi. New Japanese Photography. New York : Museum of Modern Art, 1974  (ISBN 0-87070-503-2) (relié)  (ISBN 0-87070-503-2) (broché).

### Radio
- « Qui est Domon Ken, la superstar de la photographie réaliste japonaise ? », France Culture, Sans oser le demander de Géraldine Mosna-Savoye, avec Michael Lucken, historien et directeur du Centre d'études japonaises de l'Inalco, le 9 mai 2023